# 钒(IV)酸镥
钒(IV)酸镥是一种具有铁磁性和半导体特性的无机化合物，化学式为Lu2V2O7，属于烧绿石类晶体。

## 制备
钒(IV)酸镥可由氧化镥、三氧化二钒和五氧化二钒在高温（1400 °C）、氩气气氛、氧压2.0×10-5bar的条件下反应得到。
2 Lu2O3 + V2O3 + V2O5 → 2 Lu2V2O7